# Huperzia rubricaulis
Huperzia rubricaulis är en lummerväxtart som först beskrevs av Cornelis Rugier Willem Karel van Alderwerelt van Rosenburgh, och fick sitt nu gällande namn av Josef Holub. Huperzia rubricaulis ingår i släktet lopplumrar, och familjen lummerväxter. Inga underarter finns listade i Catalogue of Life.